# Josip Božić Pavletić
Josip Božić Pavletić, hrvatski reprezentativni rukometaš
Igrač PPD Zagreb.
S mladom reprezentacijom 2013. osvojio je srebro na svjetskom prvenstvu.
S seniorskom hrvatskom reprezentacijom osvojio je zlato na Mediteranskim igrama u Tarragoni 2018.